# 스파이 오퍼레이션 2
스파이 오퍼레이션 2(Le Retour Du Grand Blond, The Return Of The Tall Blond Man With One Black Shoe)는 프랑스에서 제작된 이베스 로베르트 감독의 1974년 영화이다. 피에르 리샤르 등이 주연으로 출연하였고 알렝 프와레 등이 제작에 참여하였다.

## 출연

### 주연
- 피에르 리샤르
- 장 카르메
- 장 로슈포르
- 미레일 다르크
- 장 부이스

### 조연
- 진 아모스
- 폴 보니파스
- 미셀 프란시니
- 자크 지라드
- 미첼 듀차우소이
- 폴 르 퍼슨

## 제작진
- 의상: 파울레트 브레일